# Helichrysum gossypinum
Helichrysum gossypinum là một loài thực vật có hoa trong họ Cúc. Loài này được Webb mô tả khoa học đầu tiên năm 1844.